# 鄭惠先
鄭惠先（1942年2月21日—），韓國女演員。

## 演出作品

### 電視劇
- 1961年：KBS《那天的到來》
- 1968年：KBS《第3地帶》
- 1970年：KBS《愛與恨的季節》
- 1970年：KBS《花店歐巴桑》
- 1972年：MBC《新媽媽》
- 1976年：MBC《阿哲的冒險》
- 1978年：MBC《幸福出售》
- 1978年：MBC《青春陷阱》
- 1979年：MBC《113搜查本部》
- 1980年：MBC《女兒》
- 1981年：MBC《第1共和國》飾演 任永信
- 1984年：MBC《朝鮮王朝五百年－雪中梅》飾演 貞熹王后
- 1987年：MBC《愛情與野望》飾演 宋慧迎
- 1988年：MBC《仁顯王后》飾演 莊烈王后
- 1990年：MBC《仍然49歲》
- 1999年：MBC《醫道》飾演 孫氏
- 2000年：MBC《不是誰都能愛》飾演 孫馬淑
- 2000年：SBS《火花》飾演 智賢的媽媽
- 2001年：KBS《藍霧》飾演 宋蘭淑
- 2001年：MBC《郊遊》
- 2002年：KBS《好想談戀愛》飾演 朴母
- 2003年：MBC《用生命去愛》飾演 載燮模
- 2003年：SBS《女子萬歲》飾演 金基順
- 2003年：SBS《完整的愛》
- 2004年：MBC《花王仙女》飾演 盧女士
- 2004年：MBC《英雄時代》
- 2004年：MBC《冰點》飾演 林慶春
- 2004年：MBC《12月的熱帶夜》
- 2005年：SBS《綠薔薇》飾演 韓明淑
- 2005年：KBS《愛情中毒》
- 2005年：MBC《愛情餐歌》
- 2005年：SBS《老天爺啊！給我愛》飾演 王瑪莉亞
- 2006年：MBC《愛情無法擋》
- 2006年：MBC《姊姊》飾演 智娜奶奶
- 2007年：MBC《在我身邊》飾演 裴正慈
- 2007年：SBS《藍魚》
- 2007年：SBS《黃金新娘》
- 2008年：SBS《水瓶座》飾演 趙如思
- 2008年：MBC《春子家有喜事了》
- 2009年：MBC《男版灰姑娘》飾演 姜珠玉
- 2009年：SBS《綠色馬車》飾演 吳賢淑
- 2009年：MBC《善德女王》飾演 萬呼太后
- 2009年：MBC《寶石拌飯》飾演 白鳥
- 2009年：SBS《爸爸的家》
- 2010年：MBC《黃金魚》飾演 姜女士
- 2010年：KBS《麵包王金卓求》飾演 洪汝思
- 2010年：MBC《快樂我的家》飾演 朴都南
- 2011年：SBS《我的愛在我身邊》飾演 姜靜愛
- 2011年：KBS《榮光的在仁》飾演 吳順女
- 2012年：MBC《神的晚餐》飾演 單如茵
- 2012年：tvN《黃色福壽草》飾演 趙明禮
- 2012年：MBC《Dr. JIN》飾演 神貞王后
- 2012年：SBS《我的愛蝴蝶夫人》飾演 南宮老么
- 2013年：MBC《百年的遺產》飾演 金末順
- 2013年：MBC《金子輕鬆出來吧》飾演 賢秀的祖母
- 2013年：KBS《至誠感天》飾演 沈愛祺
- 2014年：SBS《神的禮物－14天》飾演 李順女
- 2014年：SBS《就要相愛》飾演 禹點順
- 2014年：SBS《誘惑》飾演 林靜順
- 2014年：MBC《狎鷗亭白夜》飾演 玉丹實
- 2014年：MBC《湔雪的魔女》飾演 福丹心
- 2016年：MBC《Goodbye Mr. Black》飾演 鄭賢淑
- 2016年：SBS《美女孔心》飾演 南順天
- 2017年：MBC《你太過分了》飾演 成景子
- 2017年：MBC《擺飯桌的男人》飾演 李信模的姊姊（客串）
- 2018年：MBC《偉大的誘惑者》
- 2018年：MBC《捉迷藏》飾演 羅海琴
- 2022年：KBS1《我眼裡的豆莢》飾演 蘇福熙
- 2024年：KBS2《無血無淚》飾演 金明愛

### 電影
- 1988年：《現在地表面》
- 1990年：《走到水鄉的女人》
- 1996年：《鬼媽媽》
- 2006年：《相愛時說的話》
- 2007年：《天堂也有悲哀》
- 2009年：《愛子》
- 2009年：（Fly, Penguin）[4][5]

## 獲獎
- 1973年：第1屆大韓民國放送大賞－最優秀女子演技賞
- 1975年：MBC演技大賞－最優秀女子演技賞
- 1975年：第11屆百想藝術大賞－TV部門 女子最優秀演技賞
- 1979年：MBC演技大賞－女主角賞
- 1979年：第15屆百想藝術大賞－TV部門 女子最優秀演技賞
- 1983年：MBC演技大賞－大賞
- 1984年：第3屆一周中央我們的明星賞－熱演賞
- 1984年：第20屆百想藝術大賞－TV部門 女子最優秀演技賞
- 1993年：第29屆百想藝術大賞－人氣賞
- 1994年：第30屆百想藝術大賞－TV部門 女子最優秀演技賞
- 2007年：第5屆大韓民國環境文化大賞－演員部門賞
- 2009年：MBC演技大賞－連續劇部門 黃金演技賞
- 2010年：大韓民國大鐘文化藝術賞－國務總理表彰
- 2010年：MBC演技大賞－功勞賞

## 外部連結
- NAVER搜索 （页面存档备份，存于）
- Actress Jeong Hye-seon devotes 43 years to acting （页面存档备份，存于）